# Honda CX
La Honda CX è una gamma di motociclette della casa motociclistica giapponese Honda, prodotta dal 1978 al 1986.

## La serie
Il primo modello è rappresentato dalla CX 500, presentata nel 1977. Si tratta di una bicilindrica con motore a V di 80°, raffreddata a liquido e con una cilindrata di 496 cm³, che ebbe un buon successo di vendita sul mercato europeo.

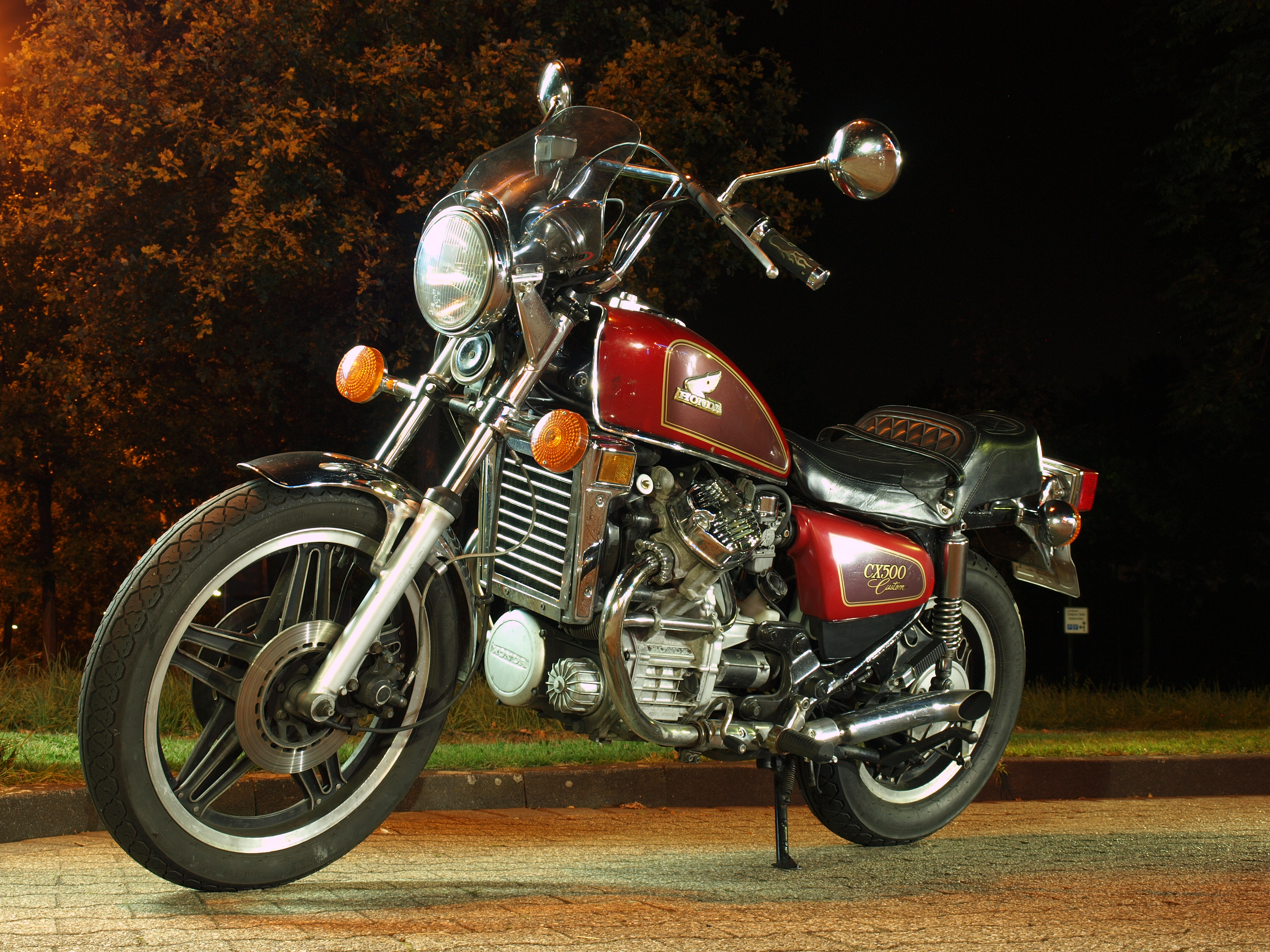
Honda CX 500 C

La seconda versione base, uscita nel 1979, venne dotata di un cupolino protettivo che assicurava una discreta protezione alle alte velocità, consentendo di utilizzarla anche per mototurismo a lungo raggio, in special modo con l'installazione di borse a bauletti al posteriore.

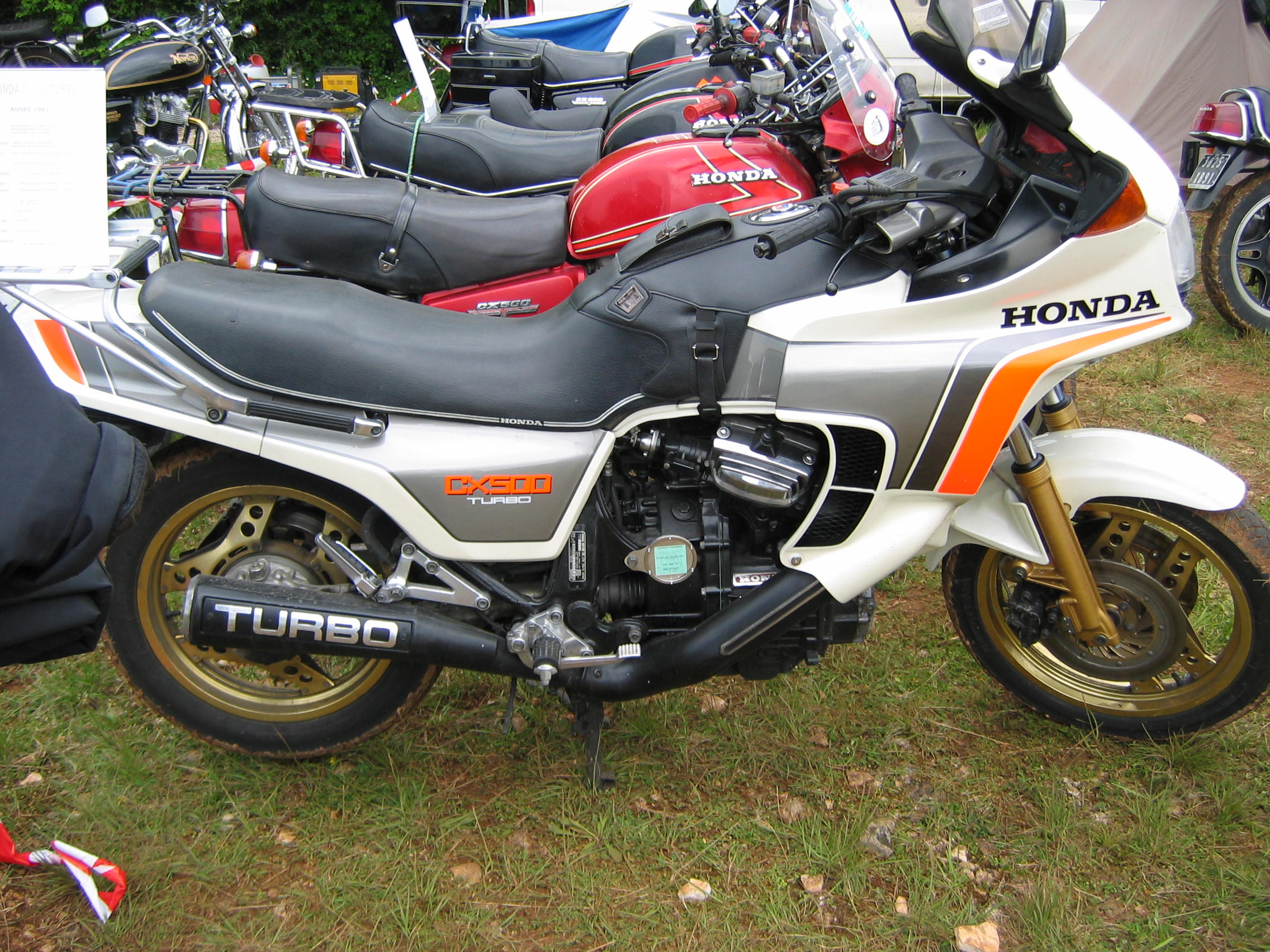
La CX 500 Turbo

Nel 1980 si aggiunse la versione custom, denominata CX 500 C, con assetto americaneggiante, ma che non ebbe molto successo di vendita sui nostri mercati. Nello stesso anno, al Salone di Colonia, venne presentata la CX 500 Turbo, che prefigurava le modifiche estetiche alla 2ª serie della versione base e che rappresentò il primo esordio del turbo su una moto di serie oltre alla prima Honda con il sistema PGM-FI.
La gamma venne poi completata con l'allestimento per turismo a largo raggio, non più denominato "CX", ma GL 500 Silver Wing, per sottolineare l'eguale tipologia d'uso con la Honda GL 1000 Gold Wing. Quest'ultima versione era per l'epoca un vero e proprio concentrato di tecnologia e soluzioni innovative, ma non ottenne il successo sperato a causa dell'elevato prezzo di vendita.
Dal 1982 la gamma venne dotata della nuova motorizzazione di 650 cm³ e furono presentati i modelli CX 650 E, CX 650 Turbo e GL 650 Silver Wing.
Nel 1986 la gamma venne messa fuori produzione, al pari della tipologia di motorizzazione a V, nonostante il buon successo di vendita e la numerosa schiera di clienti entusiasti della robustezza ed economia d'esercizio dimostrata dalle "CX" che, dal 1988, vengono sostituite dalla NTV.